# Куррансан
Курранса́н (фр. Courrensan) — коммуна во Франции, находится в регионе Юг — Пиренеи. Департамент — Жер. Входит в состав кантона Оз. Округ коммуны — Кондом.
Код INSEE коммуны — 32110.

## География
Коммуна расположена приблизительно в 580 км к югу от Парижа, в 105 км западнее Тулузы, в 36 км к северо-западу от Оша.
По территории коммуны протекают реки Озу и Ос.

## Климат
Климат умеренно-океанический. Лето жаркое и немного дождливое, температура часто превышает 35 °С. Зимой часто бывает отрицательная температура и ночные заморозки. Годовое количество осадков — 700—900 мм.

## Население
Население коммуны на 2010 год составляло 391 человек.
| 1962 | 1968 | 1975 | 1982 | 1990 | 1999 | 2010 |
| ---- | ---- | ---- | ---- | ---- | ---- | ---- |
| 533  | 461  | 457  | 383  | 369  | 375  | 391  |

## Администрация
| Период | Период | Фамилия       | Партия       | Примечания |
| ------ | ------ | ------------- | ------------ | ---------- |
| 2001   | 2014   | Онорин Бюрган | Разные левые |            |
| 2014   | 2020   | Ролан Бийер   |              |            |

## Экономика
В 2010 году среди 253 человек трудоспособного возраста (15-64 лет) 193 были экономически активными, 60 — неактивными (показатель активности — 76,3 %, в 1999 году было 74,4 %). Из 193 активных жителей работали 184 человека (103 мужчины и 81 женщина), безработных было 9 (5 мужчин и 4 женщины). Среди 60 неактивных 15 человек были учениками или студентами, 29 — пенсионерами, 16 были неактивными по другим причинам.

## Достопримечательности
- Замок Куррансан (XIII век). Исторический памятник с 1979 года[4]

## Фотогалерея

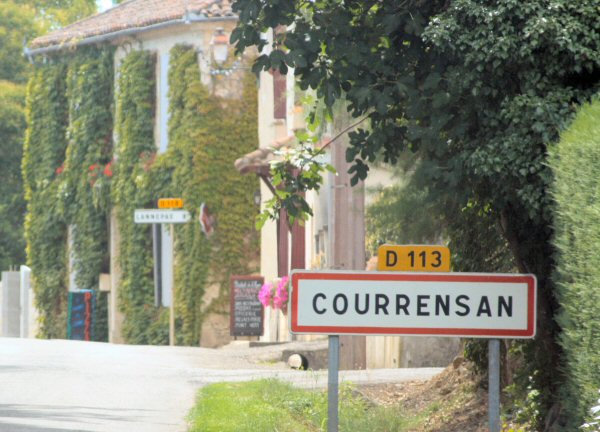
Въезд в Куррансан
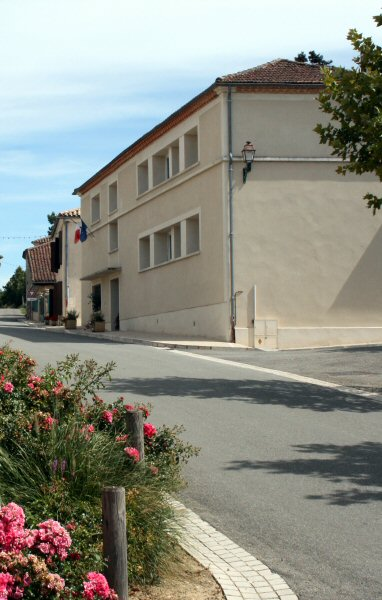
Мэрия
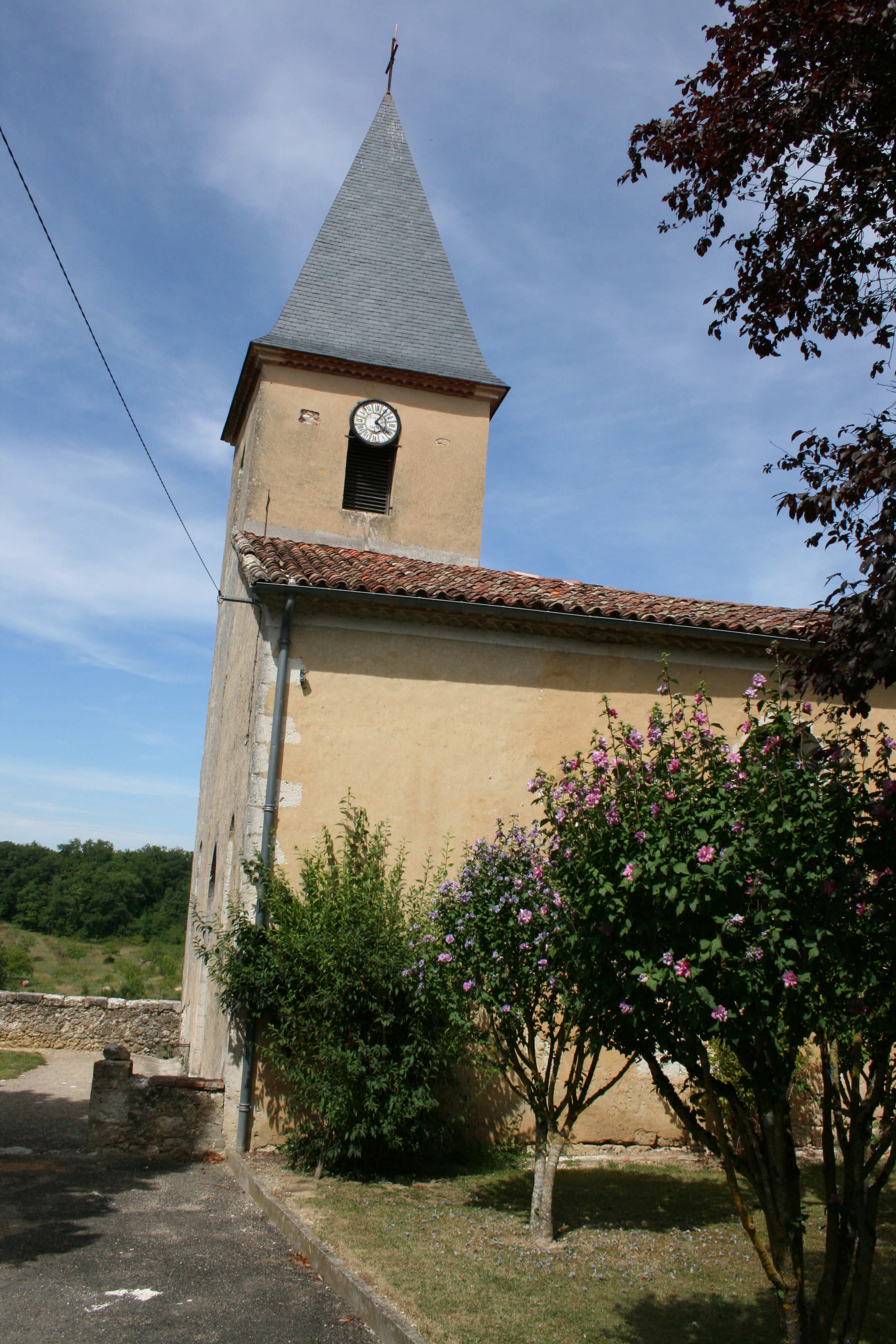
Церковь Св. Марии Магдалины
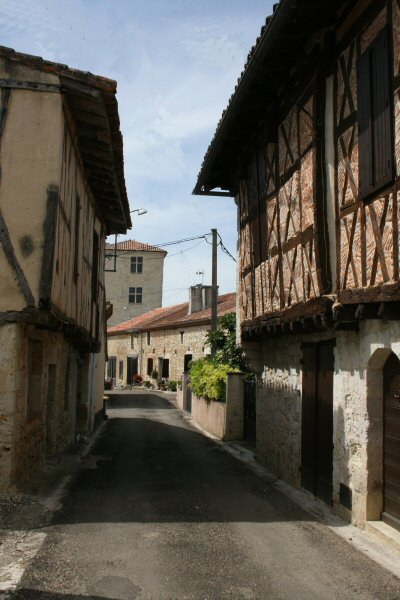
Фахверковые дома
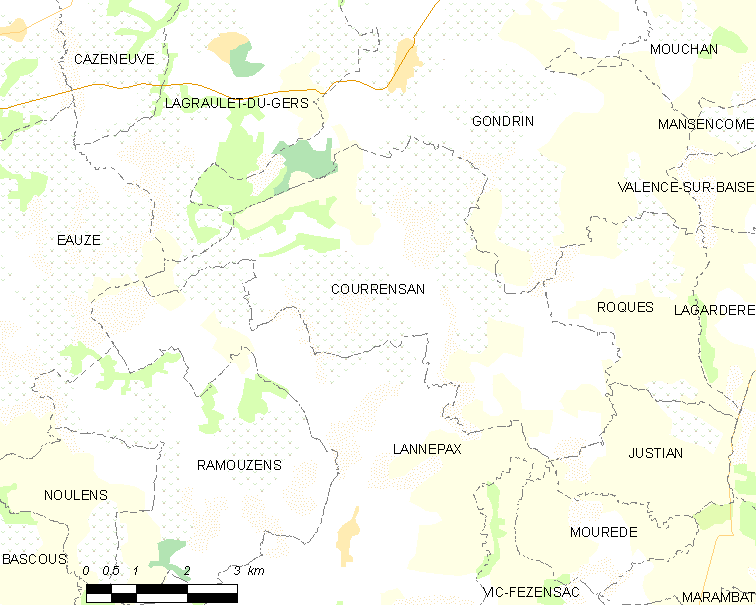
Карта коммуны